# Krister Littorin
E. Axel Krister Littorin, född 9 februari 1879 i Uppsala, död 11 mars 1939, var en svensk ingenjör och näringslivsperson.

## Biografi
Krister Littorin studerade på maskinbyggnadslinjen på Kungliga Tekniska högskolan i Stockholm 1897–1900, tillsammans med bland andra Ivar Kreuger. Han var anställd vid Siemens i Berlin 1901–1902 och vid General Electric 1902–1903. Han var försäljningschef vid Holmia i Stockholm 1906–1914, vice vd under Ivar Kreuger vid AB Förenade Svenska Tändsticksfabrikerna 1914–1917, vice vd i Svenska Tändsticksaktiebolaget 1917 samt Kreugers representant vid förhandlingarna med Österrike-Ungern 1918. Han gjorde affärsresor till Ceylon, Java och Indien. Han ansågs efter Kreugerkraschen som medansvarig till koncernens uppgång och fall och dömdes till tre månaders fängelse och ett skadestånd på 200 miljoner kronor.
Han var som vice vd för Svenska Tändsticksaktiebolaget Ivar Kreugers närmaste medarbetare under lång tid. Han var också den som hittade Kreuger död i dennes säng i sin lägenhet i Paris den 12 mars 1932.
Krister Littorin var gift med Kjerstin Meyer. Paret hade ett barn. Han ligger begravd på Uppsala gamla kyrkogård.